# Једнодржавно решење
Једнодржавно решење (Решење једне државе) је предложени приступ решавању израелско-палестинског сукоба, према којем би се успоставила једна држава између реке Јордан и Медитерана. Заговорници овог решења залажу се за јединствену државу у Израелу, Западној обали и Појасу Газе. Термин реалност једне државе описује веровање да је тренутна ситуација у Израелу/Палестини де факто једна држава. Понекад се назива и двонационална држава, због наде да ће та држава бити домовина и за Јевреје и за Палестинце.
Предложени су различити модели за имплементацију решења са једном државом. Један такав модел је унитарна држава, која би се састојала од јединствене владе на целој територији са држављанством и једнаким правима за све становнике, без обзира на њихову етничку припадност или веру, слично Мандатарној Палестини. Неки Израелци заговарају верзију овог модела у којој ће Израел анектирати Западну обалу, али не и појас Газе и остати јеврејска и демократска држава са већом арапском мањином. Други модел позива Израел да анектира Западну обалу и створи аутономни регион за тамошње Палестинце. Трећа верзија би укључивала стварање савезне државе са централном владом и федеративним окрузима, од којих би неки били јеврејски, а други палестински. Четврти модел, описан у Земљи за све, укључује израелско-палестинску конфедерацију, де факто решење са две државе где обе независне државе деле овлашћења у неким областима, а Израелци и Палестинци имају право боравка у нацијама других.
Иако се све више расправља у академским круговима, решење са једном државом остало је ван домета званичних напора да се реши сукоб, где је затамњено решењем са две државе. Према најновијем истраживању Палестине/Исраел Пулсе из 2023. године, подршка демократском решењу са једном државом износи 23% међу Палестинцима и 20% међу израелским Јеврејима. Неједнако недемократско решење једне државе и даље је популарније међу обема популацијама, које подржава 30% Палестинаца и 37% израелских Јевреја.

## Преглед
„Решење једне државе“ се односи на решавање израелско-палестинског сукоба кроз стварање унитарне, федералне или конфедеративне израелско-палестинске државе, која би обухватала читаву садашњу територију Израела, Западну обалу укључујући источни Јерусалим, а можда и Појаса Газе и Голанске висоравни.
У зависности од различитих тачака гледишта, једнодржавно решење израелско-палестинског сукоба представља се као ситуација у којој би Израел наизглед изгубио карактер јеврејске државе, а Палестинци не би успели да остваре своју националну независност у оквиру две државе, решење две државе или, алтернативно, као најбољи, најправеднији и једини начин да се реши израелско-палестински сукоб.
Подршка решењу са једном државом расте јер Палестинци, фрустрирани недостатком напретка у преговорима који имају за циљ успостављање решења са две државе, све више виде решење са једном државом као алтернативни пут напред. Године 2016. тадашњи САД Потпредседник Џо Бајден је рекао да је због ширења насеља највероватнији исход евентуална „реалност једне државе“.
У истраживању експерата за Блиски исток из 2021. године, 59 одсто је описало тренутну ситуацију као „реалност једне државе која је слична апартхејду“, а додатних 7 одсто „реалност једне државе са неједнакошћу, али није слична апартхејду“. Ако се не постигне решење са две државе, 77 одсто предвиђа „реалност једне државе сродну апартхејду“, а 17 процената „реалност једне државе са све већом неједнакошћу, али не сродну апартхејду“; само 1 проценат сматра да је вероватна двонационална држава са једнаким правима за све становнике. 52 одсто каже да решење са две државе више није могуће.

## Историјска позадина

#### Антика до Првог светског рата
Подручје између Средоземног мора и реке Јордан контролисале су различите националне групе током историје. Бројне групе, укључујући Хананејце, Израелце (који су касније постали Јевреји), Вавилонце, Персијанце, Грке, Јевреје, Римљане, Византијце, Омајаде, Абасиде, Турке Селџуке, крсташе, Мамелуке, Османлије, Британце Израелци, Јорданци и Египћани су у једном или другом тренутку контролисали регион. Од 1516. до завршетка Првог светског рата, регион је био под контролом Османског царства.

#### Османска и касније британска контрола
Од 1915. до 1916. године, британски високи комесар у Египту, сер Хенри Мекмахон, дописивао се писмима са Сејидом Хусеином бин Алијем, оцем панарабизма. Ова писма су касније позната као Хусеин-МцМахон преписка. Мекмахон је обећао Хусеину и његовим арапским следбеницима територију Османског царства у замену за помоћ у протеривању Турака Османлија. Хусеин је тумачио ова писма као обећање региона Палестине Арапима. МекМахон и Бела књига Черчила су тврдили да је Палестина била искључена из територијалних обећања, али записници са састанка Источног комитета кабинета одржаног 5. децембра 1918. године потврдили су да је Палестина била део области која је обећана Хусеину 1915. 
1916. Британија и Француска потписале су споразум Сајкс-Пико, којим су колоније Османског царства подељене између њих. Према овом споразуму, регион Палестине би био под контролом Британије. У може писму Артура Џејмса Балфура лорду Ротшилду из 1917. године, познатом као Балфурова декларација, британска влада је обећала „успостављање националног дома за јеврејски народ за западне државе угрозиле грађане у време Палестине“, уставне државе. ђанска и верска права постојећих нејеврејских заједница у Палестини“.
Године 1922. Лига народа дала је Британији мандат за Палестину. Као и сви мандати Лиге народа, овај мандат је произашао из члана 22. Пакта Лиге народа, који је позивао на самоопредељење колонија бившег Отоманског царства након прелазног периода којим је управљала светска сила. Палестински мандат је признао Балфурову декларацију и захтевао да обавезна влада „олакшава имиграцију Јевреја“ док истовремено „осигурава да права и положај других делова становништва не буду угрожени“.
Огорченост због ционистичких планова довела је до избијања арапско-јеврејског насиља у палестинским немирима 1920. Насиље је поново избило следеће године током немира у Јафи. Као одговор на ове немире, Британија је основала Хајкрафтову истражну комисију. Британске Мандатарне власти изнеле су предлоге за успостављање изабраног законодавног већа у Палестини. Године 1924. ово питање је покренуто на конференцији коју је одржао Ахдут Ха'аводах у Еин Хароду. Шломо Каплански, ветерански вођа Поалеи Зиона, тврдио је да је парламент, чак и са арапском већином, пут напред. Давид Бен-Гурион, нови вођа Јишува, успео је да одбаци идеје Капланског. Насиље је поново избило у виду палестинских немира 1929. године. Након насиља, Британци су водили још једну истражну комисију под водством сер Волтера Шоа. Извештај Шоове комисије, познат као Шоов извештај или Командни документ бр. 3530, приписује насиље „двоструком страху Арапа да би имиграцијом Јевреја и куповином земље могли да буду лишени средстава за живот и, временом, прећи под политичку доминацију Јевреја“.
Насиље је поново избило током арапске побуне у Палестини 1936–39. Британци су основали Пилову комисију 1936–1937 како би ставили тачку на насиље. Пилова комисија је закључила да само подела може да стане на крај насиљу и предложила Пилов план поделе. Док је јеврејска заједница прихватила концепт поделе, нису сви чланови подржали имплементацију коју је предложила Пилова комисија. Арапска заједница је у потпуности одбацила Пеел план поделе, који је укључивао трансфер становништва, првенствено Арапа. План поделе је напуштен, а 1939. Британија је објавила своју Белу књигу из 1939. године у којој је разјашњавала свој „недвосмислен” став да „није део [британске] политике да Палестина треба да постане јеврејска држава” и да „независна држава [Палестина ] треба да буде она у којој Арапи и Јевреји деле власт на такав начин да се осигура да су суштински интереси сваке заједнице заштићени."
Бела књига из 1939. је настојала да удовољи арапским захтевима у вези са имиграцијом Јевреја постављањем квоте од 10.000 јеврејских имиграната годишње у периоду од пет година од 1939. до 1944. Такође је захтевала сагласност Арапа за даљу имиграцију Јевреја. Јеврејска заједница је видела Белу књигу као опозив Балфурове декларације, а због прогона Јевреја у Холокаусту, Јевреји су наставили да илегално емигрирају у оно што је постало познато као Алија Бет.
Континуирано насиље и велики трошак Другог светског рата навели су Британију да преда питање Палестине Уједињеним нацијама 1947. У својим дебатама, УН су поделиле своје државе чланице у два подкомитета: један за решавање опција за поделу, а други за решите све друге опције. Други подкомитет, који је укључивао све чланице арапских и муслиманских држава, издао је дугачак извештај у којем се тврди да је подела незаконита према условима мандата и предлаже унитарну демократску државу која ће једнако штитити права свих грађана. Уместо тога, Генерална скупштина је гласала за поделу и у Резолуцији 181 Генералне скупштине УН препоручила је да се мандатна територија Палестине подели на јеврејску и арапску државу. Јеврејска заједница је прихватила план поделе из 1947. и прогласила независност као Држава Израел 1948. Арапска заједница је одбацила план поделе, а јединице војске из пет арапских земаља – Либана, Сирије, Ирака, Трансјордана и Египта – допринеле су уједињена арапска војска која је покушала да нападне ту територију, што је резултирало арапско-израелским ратом 1948.

#### Оснивање Израела
Арапско-израелски рат 1948. резултирао је успостављањем Израела, као и бекством или протеривањем преко 700.000 Палестинаца са територије која је постала Израел. Током наредних година, велика популација Јевреја који су живели у арапским нацијама (близу 800.000) је напустила или била протерана из својих домова у ономе што је постало познато као егзодус модерних Јевреја и потом се преселио у нову Државу Израел.
До 1948. године, након Холокауста, јеврејска подршка подели и јеврејској држави постала је огромна. Ипак, неки јеврејски гласови и даље су се залагали за уједињење. Међународни јеврејски раднички савез био је против гласања у УН о подели Палестине и поново је потврдио своју подршку јединственој бинационалној држави која би гарантовала једнака национална права Јеврејима и Арапима и која би била под контролом суперсила и УН. Друга светска конференција Међународног јеврејског савеза рада у Њујорку 1948. године осудила је проглашење јеврејске државе, јер је том одлуком Јевреји у Палестини били изложени опасности. Конференција је била за двонационалну државу изграђену на бази националне једнакости и демократског федерализма.
Решење са једном државом и једном нацијом где би Палестинци који говоре арапски усвојили израелски идентитет који говоре хебрејски (иако не нужно јеврејску религију) заговарао је у Израелу ханаански покрет из 1940-их и 1950-их, као и недавно у Покрет ангажмана који је предводио Цви Мисинаи.

#### Палестински погледи на двонационалну државу
Пре 1960-их, међу Палестинцима није било прихваћено решење за сукоб у којем би Арапи и Јевреји делили двонационалну државу. Једино одрживо решење са палестинске тачке гледишта била би арапска држава у којој би европски имигранти имали статус другог реда. Палестинска позиција је еволуирала након победе Израела у Шестодневном рату, када више није било реално очекивати да ће војно моћна и густо насељена јеврејска држава нестати. На крају, палестинско руководство је почело кокетирати са идејом решења о две државе. Године 1979. Моше Дајан је тврдио да палестински лидери прихватају решење једне државе. Према анкети коју је спровео Палестински центар за јавно мњење 2020. године, око 10% Палестинаца на Западној обали и у Гази верује да би рад ка двонационалној држави требало да буде главни приоритет у наредних пет година.

## Дебата о једној држави од 1999. године
Анкета коју је 2010. спровео Израелски институт за демократију сугерише да 15% десничарских Јевреја Израелаца и 16% левичарских Јевреја Израелаца подржава двонационално државно решење у односу на решење за две државе засновано на редовима из 1967. године. Према истој анкети, 66% јеврејских Израелаца преферирало је решење са две државе.
Неки портпароли израелске владе такође су предложили да се области Израела са палестинском већином, као што је област око Ум ел Фама, припоје новој палестинској држави. Како би ова мера трајно одсекла ове области од остатка израелске територије, укључујући приобалне градове и друге палестинске градове и села, Палестинци на то гледају са узбуном. Многи палестински грађани Израела би стога више волели решење са једном државом јер би им то омогућило да задрже своје израелско држављанство.
Неки израелски Јевреји и Палестинци који се противе решењу са једном државом су ипак почели да верују да би се то могло и остварити. Израелски премијер Олмерт је тврдио, у интервјуу израелском дневнику Ха'арец 2007. године, да би се без споразума о две државе Израел суочио са „борбом за једнака права гласа у јужноафричком стилу“ у ком случају би „Израел [био] окончан“. Ово одражава коментаре палестинског премијера Ахмеда Куреија 2004. године, који је рекао да ће, ако Израел не успе да закључи споразум са Палестинцима, Палестинци тежити јединственој, двонационалној држави. У новембру 2009. палестински преговарач Саеб Ерекат предложио је усвајање решења са једном државом ако Израел не заустави изградњу насеља: „[Палестинци морају] да поново фокусирају своју пажњу на решење једне државе где муслимани, хришћани и Јевреји могу да живе као једнаки. ... Веома је озбиљно. Ово је тренутак истине за нас.“
Подршка решењу са једном државом расте јер Палестинци, фрустрирани недостатком напретка у преговорима који имају за циљ успостављање решења са две државе, све више виде решење са једном државом као алтернативни пут напред. У априлу 2016. тадашње САД Потпредседник Џо Бајден рекао је да је због политике израелског премијера Бењамина Нетанијахуа о постојаном ширењу насеља вероватан исход коначна „реалност једне државе“ са израелским Јеврејима који више нису у већини.

## Аргументи за и против

#### У корист
Данас међу заговорницима решења о једној држави су палестински писац Али Абунимах, палестински писац и политиколог Абдалхади Алијла, палестинско-амерички продуцент Џамал Дајани, палестински адвокат Мајкл Тарази, америчко-израелски антрополог Џеф Халпер, израелски писац Дан Гаврон, либанско-америчка академкиња Сари Макдиси, и израелски новинар Гидеон Леви. Експанзија покрета израелских насељеника, посебно на Западној обали, дата је као један од разлога за бинационализам и повећану неизводљивост алтернативе две државе:
„Подршка једној држави тешко да је радикална идеја; то је једноставно препознавање непријатне реалности да Израел и окупиране палестинске територије већ функционишу као једна држава. Они деле исте водоносне слојеве, исту мрежу аутопутева, исту електричну мрежу и исте међународне границе... Решење једне државе... нити уништава јеврејски карактер Свете земље нити негира јеврејску историјску и верску везаност (иако би уништило супериорни статус Јевреја у тој држави). потврђује да Света земља има једнак хришћански и муслимански карактер. За оне који верују у једнакост, то је добра ствар."
Они се залажу за секуларну и демократску државу уз истовремено одржавање јеврејског присуства и културе у региону. Они признају да ће ова алтернатива дугорочно нарушити сан о јеврејској надмоћи у смислу управљања.
Хамас је с времена на време одбацивао решење са две државе, а понекад је подржавао могућност решења са две државе. Наведен је суоснивач Хамаса Махмуд Ал-Захар који је рекао да „није искључио могућност да Јевреји, муслимани и хришћани живе под суверенитетом исламске државе“. Исламски џихад са своје стране одбацује решење са две државе. . Вођа Исламског џихада Кхалид ал-Батсх изјавио је да се "идеја не може прихватити и ми вјерујемо да је читава Палестина арапска и исламска земља и да припада палестинској нацији."
Либијски лидер Моамер ел Гадафи је 2003. године предложио решење са једном државом познатом као предлог Исратина.

#### Левичари
Од 1999. обновљено је интересовање за бинационализам или унитарну демократску државу. Те године је палестински активиста Едвард Саид написао: „Након 50 година израелске историје, класични ционизам није пружио решење за палестинско присуство. Стога не видим други начин осим да сада почнем да говорим о подели земље која је зближи нас, поделивши то на истински демократски начин са једнаким правима за све грађане.“
Октобра 2003. године научник са њујоршког универзитета Тони Џат је у свом чланку „Израел: Алтернатива” у New York Ревиев оф Боокс изнео своје мишљење, у којем је тврдио да је Израел „анахронизам” у одржавању етничког идентитета државе и да је решење са две државе суштински осуђено на пропаст и неизводљиво. Јудтов чланак је изазвао значајну дебату у Великој Британији и САД, а Тхе New York Ревиев оф Боокс је добијао више од 1.000 писама недељно о есеју. Месец дана касније, политиколог Вирџинија Тили објавила је „Решење једне државе“ у Лондонском прегледу књига (за којим је 2005. уследила књига са истим насловом), тврдећи да су насеља на Западној обали онемогућила решење са две државе и да међународна заједница мора прихватити једнодржавно решење као де фацто стварност.
Левичарски новинари из Израела, попут Хаима Ханегбија и Данијела Гаврона, позвали су јавност да се "суочи са чињеницама" и прихвати двонационално решење. На палестинској страни дигли су се слични гласови. Израелски премијер Олмерт је тврдио, у интервјуу израелском дневнику Ха'арец 2007. године, да би се без споразума о две државе Израел суочио са „борбом за једнака права гласа у јужноафричком стилу“ у ком случају би „Израел [био] окончан".
Џон Миршајмер, кодиректор Програма за међународну безбедносну политику на Универзитету у Чикагу, каже да је бинационално решење постало неизбежно. Он је даље тврдио да дозвољавајући израелским насељима да спрече формирање палестинске државе, Сједињене Државе су помогле Израелу да изврши „национално самоубиство“ пошто ће Палестинци бити већинска група у двонационалној држави.
Рашид Халиди је 2011. године написао да је решење са једном државом већ реалност, јер „постоји само једна држава између реке Јордан и Медитерана, у којој постоје два или три нивоа држављанства или недржављанства унутар граница та држава која има потпуну контролу“. Халиди је даље тврдио да је „мировни процес“ угашен текућом изградњом израелског насеља, и свако ко још верује да би то могло да доведе до праведног решења две државе требало би да „прегледа главу“.
Професор Ијан Лустик је 2013. године написао у Њујорк тајмсу да је „фантазија“ о решењу са две државе спречила људе да раде на решењима која би заиста могла да функционишу. Лустицк је тврдио да људи који претпостављају да ће Израел опстати као ционистички пројекат треба да размотре колико брзо су се расплинуле совјетске, пахлави-иранске, јужноафричке апартхејдске, ирачке и југословенске државе. Лустицк закључује да, иако можда неће настати без „болних застоја“, решење са једном државом може бити пут ка коначној независности Палестине.

#### Израелска десница
Последњих година, неки политичари и политички коментатори који представљају десно крило израелске политике заговарали су анексију Западне обале и давање израелског држављанства палестинском становништву Западне обале уз задржавање тренутног статуса Израела као јеврејске државе са признатим мањинама. Предлози израелске деснице за решење једне државе имају тенденцију да избегавају заговарање анексије Појаса Газе, због његовог великог и генерално непријатељског палестинског становништва и његовог статуса самоуправне територије без икаквих израелских насеља или сталног војног присуства. Неки израелски политичари, укључујући бившег министра одбране Мошеа Аренса, и бившег председника Рувена Ривлина и Урија Аријела, изразили су подршку решењу са једном државом, уместо да деле Западну обалу у две државе. Моше Дајан, на позадини споразума из Кемп Дејвида, сматрао је да је прилика за једнодржавно решење са „либералном аутономијом“ за Арапе и отвореним границама надохват руке, али је ипак протраћена.
У 2013. години, представник Ликуда Tzipi Hotovely је тврдио да је Јордан првобитно створен као арапска држава у британском мандату Палестине и да Израел треба да припоји Западну обалу као историјски део земље Израел. Нафтали Бенет, премијер Израела, укључен у многе коалиције предвођене Ликудом, залаже се за анексију зоне Ц Западне обале. Зона Ц, договорена као део споразума из Осла, обухвата око 60% земље Западне обале и тренутно је под израелском војном контролом.
У књизи The Israeli Solution из 2014. године, колумнисткиња The Jerusalem Post Caroline Glick оспорила је статистику пописа коју је дао Палестински централни биро за статистику (ПЦБС) и тврдила да је биро у великој мјери пренадувао палестинско становништво Западне обале за 1,34 милиона и да су ПЦБС статистика и предвиђања непоуздани. Према студији Бегин-Садат Центра за стратешке студије (БЕСА), палестинско становништво Западне обале и Газе из 2004. износило је 2,5 милиона, а не 3,8 милиона колико су Палестинци полагали. Према Глику, истраживање ПЦБС-а из 1997. године, коришћено као основа за касније студије, повећало је бројке укључивањем преко три стотине хиљада Палестинаца који живе у иностранству и двоструким пребројавањем преко двеста хиљада Јерусалимских Арапа који су већ били укључени у израелско истраживање становништва. Даље, Глик каже да каснија ПЦБС истраживања одражавају предвиђања ПЦБС истраживања из 1997. године, извештавајући о нереализованим прогнозама рођења, укључујући претпоставке о великој палестинској имиграцији која се никада није догодила.
На основу ове студије, Глик је тврдио да би анексија Западне обале само додала 1,4 милиона Палестинаца популацији Израела. Она је тврдила да је решење једне државе са јеврејском већином и политичким системом укорењеним у јеврејским вредностима најбољи начин да се гарантује заштита демократских вредности и права свих мањина.
Демографске статистике из ПЦБС-а подржавају Арнон Софер и прилично су сличне званичним израелским подацима. Сергио ДеллаПергола наводи број од 5.698.500 Арапа који живе у Израелу и на палестинским територијама 2015. године, док је језгро јеврејске популације износило 6.103.200.

#### Противници
Један од ставова противника оваквог решења тврде да би то учинило израелске Јевреје етничком мањином у јединој јеврејској земљи. Висока укупна стопа фертилитета међу Палестинцима, праћена повратком палестинских избеглица, брзо би учинила Јевреје мањином, сматра Сергио ДеллаПергола, израелски демограф и статистичар.
Други противнички ставови су такође тврдили да Јевреји, као и свака друга нација, имају право на самоопредељење и да због и даље постојећег антисемитизма постоји потреба за јеврејским националним домом.
Институт Reut Group проширује ове забринутости многих израелских Јевреја и каже да би сценарио са једном државом без икаквих институционалних гаранција негирао статус Израела као домовине за јеврејски народ. Када је предложено као политичко решење од стране не-Израелаца, претпоставка је да ту идеју вероватно износе они који су политички мотивисани да нанесу штету Израелу и, шире, израелским Јеврејима. Они тврде да би апсорпција милиона Палестинаца, заједно са правом на повратак палестинских избеглица, и генерално високим наталитетом међу Палестинцима, брзо претворили Јевреје у етничку мањину и елиминисали њихова права на самоопредељење.
Израелски историчар и политичар Шломо Бен-Ами, који је био министар спољних послова Израела, одбацио је решење о једној држави као „бесмислицу о кули од слоноваче“ и рекао да оно ствара „ситуацију у Јужној Африци без решења за Јужну Африку“.
У интервјуу са Џефријем Голдбергом, Хусеин Ибиш је тврдио да није реално да Израел буде приморан да прихвати двонационално решење са пуним правом повратка избеглица кроз међународни притисак или санкције. Према Ибишу, ако би се једно државно решење догодило, оно би настало као резултат наставка статуса кво, а крајњи резултат би био дуготрајан грађански рат, са сваком интифадом насилнијом од претходне, а сукобом све више и више религиозне природе. Ибиш је спекулисао да би у таквом сценарију могао чак ићи даље од етнонационалног рата између Израелаца и Палестинаца у верски рат између Јевреја и муслимана, при чему би израелски Јевреји завршили под опсадом и ослањали се на своје нуклеарно оружје за заштиту.

#### Став академске заједнице
Неки научници су тврдили да решење са једном државом подржавају „анти-израелски“ заговорници.
Научници Блиског истока, укључујући новог историчара Бенија Мориса, тврде да решење са једном државом није одрживо због неспремности Арапа да прихвате јеврејско национално присуство на Блиском истоку. Морис је одбацио тврдње да би двонационална држава била секуларна демократска држава и тврди да би то била ауторитарна, фундаменталистичка држава са прогањаном јеврејском мањином, наводећи расизам и прогон са којима се мањине суочавају широм арапског и муслиманског света, а посебно чињеница да су Јевреји у исламским друштвима историјски третирани као грађани другог реда и изложени погромима и дискриминацији. У својој књизи Једна држава, две државе, написао је „Које је муслиманско арапско друштво у модерном добу третирало хришћане, Јевреје, пагане, будисте и хиндуисте са толеранцијом и равноправно? Зашто би неко веровао да би се палестински муслимани Арапи понашали другачије?" Указујући на конкретне примере насиља палестинских муслимана према палестинским хришћанима, Морис пише да "западни либерали воле или се претварају да палестинске Арапе, заправо све Арапе, виде као Скандинавце, и одбијају препознати да су народи, из добрих историјских, културних и друштвених разлога, различити и да се различито понашају у сличним или идентичним околностима." Морис примећује разлике између израелског јеврејског друштва, које је и даље углавном западњачко и секуларно, и палестинског и израелско-арапског друштва друштво, које је према Моррису све више исламско и фундаменталистичко, са секуларизмом у опадању. Он је такође указао на Хамасово преузимање Газе 2007, током којег су затвореници Фатаха упуцани у колена и избачени са зграда, као и редовна убиства жена из части. прожимају палестинско и израелско-арапско друштво, као доказ да палестински муслимани не поштују западне вредности. Стога је тврдио да су „намјештај и основне вриједности израелског јеврејског друштва и палестинског муслиманског друштва толико различити и међусобно искључиви да визију бинационалне државности чине одрживом само у најнеповезанијим и најнереалнијим умовима“.
Према Моррису, циљ „секуларне демократске Палестине“ је измишљен да би се допао Западњацима, и док неколицина присталица решења са једном државом може искрено да верује у такав исход, реалност палестинског друштва значи да „фраза објективно служи само као камуфлажа за циљ да држава којом доминирају муслимански Арапи замени Израел." Морис је тврдио да би, уколико би се икада појавила двонационална држава, многи израелски Јевреји вероватно емигрирали да побегну од „гушљивог мрака, нетолеранције, ауторитарности и изолованости арапског света и његовог третмана према мањинском становништву“, са само онима који нису у стању да пронађу нове земље домаћине. да се преселе, а ултра-ортодоксни Јевреји остану.
Чак се тврдило да би се Јевреји суочили са претњом геноцида. Пишући о Арутз Схеви, Стивен Плаут је решење са једном државом назвао „решењем за Руанду“ и написао да би имплементација решења једне државе у којем би палестинска већина владала над јеврејском мањином на крају довела до „новог Холокауст“. Морис је тврдио да, иако би Палестинци имали мало моралних инхибиција у погледу уништавања израелско-јеврејског друштва кроз масовно убиство или протеривање, страх од међународне интервенције би вероватно спречио такав исход.
Огромна већина израелских Јевреја, као и израелски Друзи, неки израелски бедуини, многи израелски Арапи хришћани, па чак и неки небедуински израелски муслимански Арапи, страхују од последица спајања са претежно муслиманским палестинским становништвом на окупираним територијама, које они доживљавају као више религиозни и конзервативни. Једна анкета је показала да, у будућој палестинској држави, 23% грађана Палестинци желе само грађанско право, 35% жели и исламско и грађанско право, а 38% само исламско. Овај негативан поглед на Палестинце на Западној обали и у Гази подстиче неке критичаре да тврде да би постојећи ниво права и једнакости за све израелске грађане били доведени у опасност уједињењем. Бени Морис понавља ове тврдње, тврдећи да су палестински муслимани, који би постали владајућа већина у свакој таквој држави, дубоко религиозни и да немају никакву традицију демократског управљања.
Као одговор на заједнички аргумент који наводе заговорници решења са једном државом да су израелска насеља постала толико укорењена на Западној обали да је палестинска држава практично немогућа, научници као што су Норман Финкелштајн и Ноам Чомски успротивили су се да је далеко нереално да очекујте да ће Израел прихватити једнодржавно решење које би значило крај ционизма него да очекује да ће разградити нека насеља. Нејтан Трал је тврдио да би Израел могао да спроведе једнострано повлачење у било ком тренутку по свом избору и да чињенице на терену сугеришу да је једна држава далека могућност, пишући да:
Израелци и Палестинци су сада даље од једне државе него што су били у било ком тренутку од почетка окупације 1967. Зидови и ограде одвајају Израел од Газе и више од 90% Западне обале. Палестинци имају квази-државу на окупираним територијама, са својим парламентом, судовима, обавештајним службама и министарством спољних послова. Израелци више не купују у Наблусу и Гази на начин на који су радили пре споразума из Осла. Палестинци више не путују слободно у Тел Авив. А наводни разлог због којег се често тврди да је подела немогућа – тешкоћа вероватног пресељења више од 150.000 досељеника – је увелико прецењен: током 1990-их, Израел је апсорбовао неколико пута више руских имиграната, од којих је многе било теже интегрисати него досељеници, који већ имају посао у Израелу, потпуно формиране мреже подршке породице и познавање хебрејског.
Шаул Ариели је такође тврдио да предузеће за насељавање није успело да створи одговарајуће услове да спречи стварање суседне палестинске државе или да спроведе анексију Западне обале. Он је приметио да насељеници чине само 13,5% становништва Западне обале и да заузимају 4% њеног земљишта, и да насеље није успело да изгради одрживу локалну економску инфраструктуру. Он је напоменуо да се само око 400 насељеничких домаћинстава бави пољопривредом, при чему количина пољопривредног земљишта у власништву досељеника чини само 1,5% Западне обале. Поред тога, написао је да постоје само две значајне индустријске зоне у насељима на Западној обали, са огромном већином тамошњих радника Палестинцима, и да велика већина досељеника живи у близини границе, у областима које Израел може анектирати са релативним олакшање територијалне размене, уз истовремено омогућавање формирања одрживе палестинске државе. Према Ариелију, 62% радне снаге досељеника путује преко зелене линије до самог Израела на посао, док још 25% ради у високо субвенционисаном образовном систему у насељима, а само мали проценат ради у пољопривреди и индустрији. Око половине насеља има мање од 1.000 становника, а само 15 има више од 5.000 становника. Према Ариелију, покрет за насељавање није успео да створи чињенице на терену које спречавају повлачење Израела, и могуће је спровести размену земље која би видела да око 80% досељеника остане на месту, што би захтевало евакуацију само око 30.000 досељеника домаћинстава, како би се успоставила одржива и суседна палестинска држава на Западној обали.
Ово мишљење је поновио Шени Мор, који је тврдио да се 2020. географска дистрибуција досељеника на Западној обали није материјално променила од 1993. и да је решење са две државе заправо изводљивије сада него што је било раније. до расплета израелске и палестинске привреде 1990-их. Према Мору, скоро сав прираст становништва у насељима између 2005. и 2020. био је концентрисан у хареди насељима Беитар Иллит и Моди'ин Иллит, због њиховог високог наталитета.

#### Новинари
Један од главних аргумената против решења са једном државом је да би то угрозило безбедност јеврејске мањине, јер би захтевало асимилацију са екстремно непријатељском муслиманском владајућом већином, за шта се критичари плаше. Конкретно, Џефри Голдберг указује на интервју за Хаарец из 2000. са Едвардом Саидом, кога описује као „једног од интелектуалних очева једног етатизма“. На питање да ли мисли да ће јеврејска мањина бити праведно третирана у двонационалној држави, Саид је одговорио да ме то веома брине. Питање каква ће бити судбина Јевреја је веома тешко за мене. Не знам."
Замишљајући шта би могло да настане уједињењем, неки критичари модела једне државе верују да би то уместо окончања арапско-израелског сукоба резултирало етничким насиљем великих размера и вероватно грађанским ратом, указујући на насиље током британског мандата, као на пример 1920, 1921, 1929 и 1936–39. Критичари такође наводе двонационалне аранжмане у Југославији, Либану, Босни, Кипру и Пакистану, који су пропао и резултирао даљим унутрашњим сукобима. Сличне критике се појављују у Случају за мир.
Левичарски израелски новинар Амос Елон тврди да, иако је израелска политика насељавања гурала ствари у правцу решења са једном државом, ако се то икада догоди, „већа је вероватноћа да ће крајњи резултат подсећати на Зимбабве него на Јужну Африку након апартхејда“.
Понављајући ова осећања, палестинско-амерички новинар Реј Хананија написао је да је идеја о јединственој држави у којој Јевреји, муслимани и хришћани могу да живе једни поред других „у основи погрешна“. Поред чињенице да Израел то неће подржати, Хананија је приметио да арапски и муслимански свет то не практикују, написавши „Где тачно Јевреји и хришћани живе у исламском свету данас раме уз раме са једнакошћу? Ми не чак ни да живе раме уз раме са једнакошћу у палестинској дијаспори.“
Након сваке хипотетичке имплементације решења о једној држави, Гершом Горенберг је написао: „Палестинци ће захтевати враћање имовине изгубљене 1948. и можда обнову уништених села. Осим повлачења граница, практично свако питање које мучи Израелце – Палестински мировни преговори ће постати домаћи проблем који ће запалити нови политички ентитет... Две националности које су очајнички тражиле политички оквир за културну и друштвену независност бориле би се око контроле језика, уметности, назива улица и школа. Горенберг је писао да би у најбољем случају нова држава била парализована бескрајним препиркама, ау најгорем случају сталне несугласице би прерасле у насиље.
Горенберг је написао да би поред многих проблема са решењем са једном државом описаним горе, хипотетичка држава доспела у економски колапс, јер би израелска јеврејска интелигенција по свој прилици емигрирала, пишући да „финансирање развоја у већински палестинским областима и довођење Палестинаца у израелску мрежу социјалне заштите би од Јевреја захтевало да плаћају веће порезе или примају мање услуга. Али мотор израелске економије је високотехнолошка, потпуно преносива индустрија. И појединци и компаније ће отићи." Као резултат, нова бинационална држава би била финансијски осакаћена.

## Јавно мишљење
Истраживање са више опција које је спровео Near East Consulting (NEC) у новембру 2007. показало је да је двонационална држава мање популарна од „две државе за двоје људи“ или „палестинске државе на целој историјској Палестини“ са само 13,4% испитаника подржавајући двонационално решење. Међутим, у фебруару 2007. године, НЕЦ је открио да је око 70% палестинских испитаника подржало идеју када су добили прави избор да подрже или да се супротставе „решењу једне државе у историјској Палестини где муслимани, хришћани и Јевреји имају једнака права и одговорности“.
У марту 2010. године, истраживање Палестинског центра за истраживање политике и истраживања и Хари С. Трумана Истраживачког института за унапређење мира на Хебрејском универзитету у Јерусалиму показало је да је подршка Палестинаца порасла на 29 процената.
У априлу 2010, анкета Јерусалимског медијског и комуникационог центра такође је показала да је палестинска подршка „двонационалном“ решењу скочила са 20,6 одсто у јуну 2009. на 33,8 одсто. Ако се ова подршка двонационалној држави комбинује са налазом да 9,8 процената палестинских испитаника фаворизује „палестинску државу“ у „целој историјској Палестини“, ова анкета сугерише о једнакој палестинској подршци за решење две државе и за решење једну државу средином 2010. године.
У 2011. години, анкета Стенлија Гринберга и Палестинског центра за јавно мњење и спонзорисана од стране Израелског пројекта открила је да 61% Палестинаца одбија решење две државе, док је 34% рекло да га прихвата. 66% је рекло да би стварни циљ Палестинаца требало да буде да почну са решењем о две државе, али да онда пређу на то да све буде једна палестинска држава.

## Погледи на тренутну ситуацију
У истраживању експерата за Блиски исток из 2021. године, 59 одсто је описало тренутну ситуацију као „реалност једне државе слична апартхејду“.

## Положај других земаља
Иран подржава решење са једном државом у коме Палестина постаје једина легитимна влада Израела.